# تجزیه‌طلبی

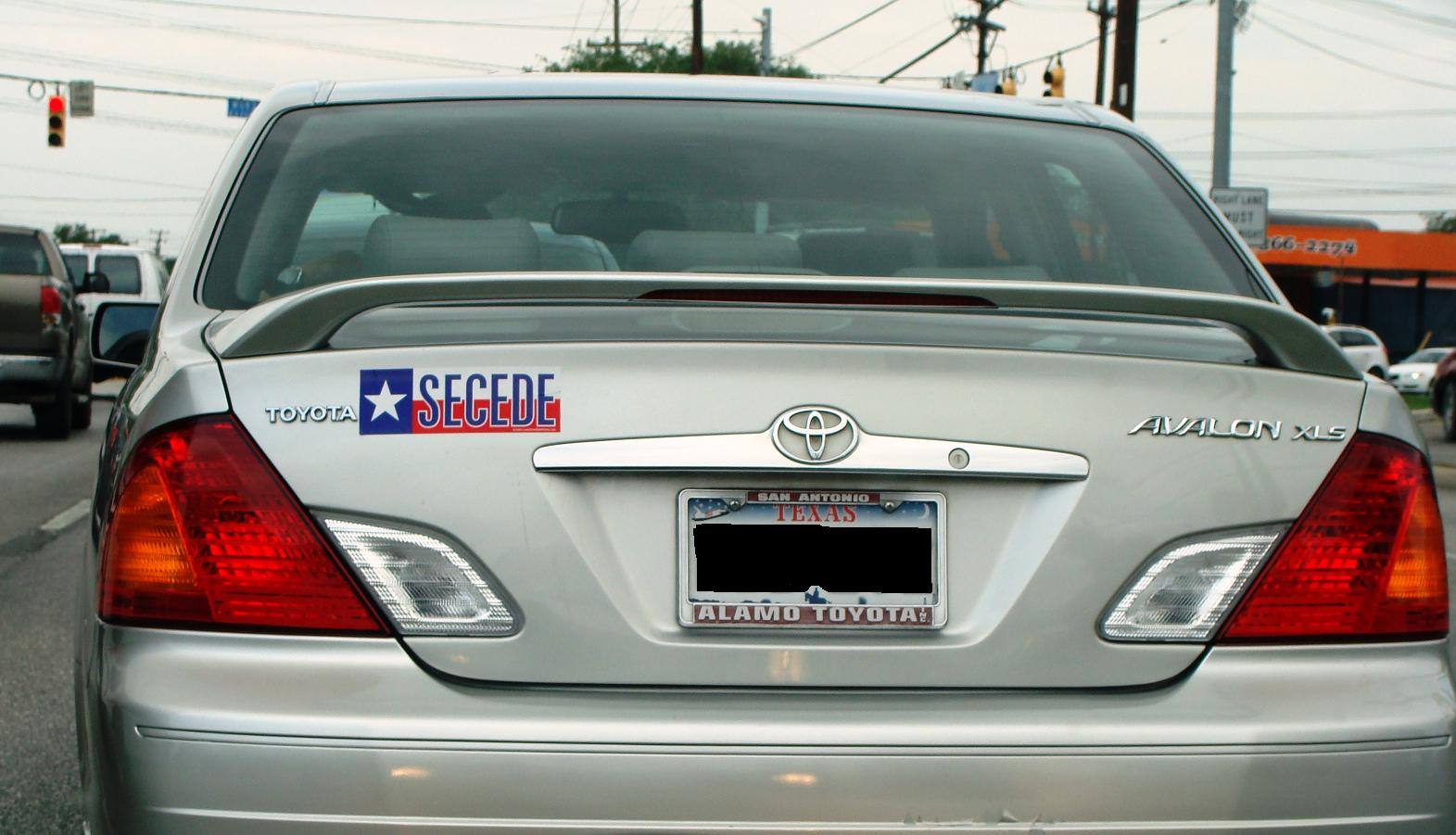
یک خودرو در تگزاس با برچسبی که خواستار تجزیه طلبی برای تگزاس است، که در حمایت از سخنرانی ریک پری است که گفته بود تگزاس در صورت ادامه سیاست‌های کنونی دولت اوباما، حق جدایی از آمریکا را دارد.

تجزیه‌طلبی یا تجزیه‌خواهی (به انگلیسی: Secession) در فلسفه سیاسی به عمل کنار کشیدن از یک ارگان، حزب، یا پیکره‌ای سیاسی گویند.
تجزیه طلبی انواع دارد و در تاریخ سیاست به صورت‌ها و دلایل متعددی در کشورهای بسیاری ظاهر گردیده است. تجزیه‌طلبی با فدرالیسم یا کنفدرالیسم سه مفهوم مجزا هستند و حتی می‌تواند در تضاد با آن دو باشد. با این حال در هیچ معاهده بین‌المللی حق جدایی یا تجزیه پیش‌بینی نشده است.

## نظریه تجزیه
اجماعی در خصوص تعریف تجزیه سیاسی، و نظریه سیاسی جدید بسیار در خصوص این موضوع وجود ندارد. فلاسفه سیاسی حقوق و توجیهات اخلاقی برای تجزیه تازه از دهه ۱۹۸۰ شروع به تدوین کردند. الن بیوکنن فیلسوف آمریکایی نخستین گزارش سازمان یافته از این موضوع را در دهه ۱۹۹۰ ارائه داد و در طبقه‌بندی هنجارگذارانه مکتوبات در زمینه تجزیه مشارکت کرد. او در کتاب منتشر شده در سال ۱۹۹۱ خود با عنوان تجزیه:اخلاق طلاق سیاسی از فورت سامتر تا لیتوانی و کبک او حقوق محدود برای تجزیه در شرایطی معین را برشمرد، که بیشتر مربوط به سرکوب مردم دارای قومیت یا نژاد دیگر، و مخصوصاً آنهایی بود که پیشتر توسط مردم دیگری مغلوب شده بودند. پروفسور دیوید گوردون در مجموعه نوشتارهای خود از دانشوران تجزیه با عنوان تجزیه، دولت و آزادی بیوکنن را به چالش گرفت و استدلال کرد که جایگاه اخلاقی دولت تجزیه شونده بی ربط به خود مسئله تجزیه است.
بنا بر کتاب منتشر شده در سال ۲۰۱۷ تجزیه و امنیت نوشته احسن بوت دانشمند علوم سیاسی جرج میسن، دولت‌ها اگر دولت احتمالی تهدید بیشتری از یک جنبش تجزیه طلب خشونت گرا داشته باشد به طرز خشونت‌آمیزی جنبش‌های تجزیه طلبانه را سرکوب می‌کنند. دولت‌ها جنگ آینده با یک دولت احتمالی جدید را اگر گروه قومی پیشران تقلای تجزیه طلبانه شکاف هویتی عمیقی با دولت مرکزی داشته باشد و اگر منطقه خشونت‌آمیز و ناپایدار باشد، جنگ در آینده را محتمل تلقی می‌کنند.

### توجیهات برای تجزیه
برخی نظریه‌ها برای تجزیه بر یک حق کلی برای تجزیه به هر دلیلی تأکید می‌کنند («نظریه انتخاب») در حالی که بقیه بر این تأکید می‌کنند که تجزیه تنها باید برای اصلاح بی عدالتی‌های عظیم مد نظر قرار گیرد («نظریه جنبش برحق»). برخی نظریه پردازان به هر دو اعتقاد دارند. فهرستی از توجیهات برای پشتیبانی از حق تجزیه قابل ارائه است، چنان‌که الن بیوکنن، رابرت مکگی، انتونی برچ، جین جیکوبز، Frances Kendall و Leon Louw, Leopold Kohr, Kirkpatrick Sale, Donald W. Livingston و مؤلفین بسیاری در کتاب "Secession, State and Liberty" گوردون:

## حق تجزیه
بیشتر حکومت‌های دارای اقتدار حق تعیین سرنوشت از طریق تجزیه را در قانون اساسی خود به رسمیت نمی‌شناسند. بسیاری صریحاً آن را ممنوع می‌کنند. به هر روی، مدل‌های متعددی برای تعیین سرنوشت از طریق خودمختاری بیشتر و از طریق تجزیه وجود دارد.
در دموکراسی‌های مشروطه لیبرال اصل حاکمیت اکثریت تعیین کرده که آیا یک اقلیت می‌تواند تجزیه شود یا نه. در ایالات متحده آبراهام لینکلن به رسمیت شناخت که تجزیه ممکن است از طریق افزودن متمم به قانون اساسی ایالات متحده آمریکا ممکن شود. دیوان عالی ایالات متحده آمریکا در پرونده تگزاس در برابر وایت در سال ۱۹۳۳حکم کرد که «تجزیه می‌تواند از طریق انقلاب، یا از طریق مجوز ایالات» رخ بدهد. مجلس بریتانیا در ۱۹۳۳ تصویب کرد که استرالیای غربی تنها در صورت رای اکثریت کل استرالیا می‌تواند از آن جدا شود؛ و این که دو رای اکثریت دو سومی به تجزیه در همه‌پرسی‌ها در استرالیای غربی ناکافی بوده است.
حزب کمونیست چین به پیروی از اتحاد شوروی حق تجزیه را قانون اساسی ۱۹۳۱ خود گنجاند تا اقلیت‌های قومی در چین و تبت را به پیوستن به آن ترغیب کند. به هر روی، این حزب در سال‌های بعد حق تجزیه را حذف کرد و عبارتی ضد تجزیه را پس از تأسیس جمهوری خلق چین وارد قانون اساسی کرد. قانون اساسی ۱۹۴۷ میانمار حاوی حق صریح ایالت‌ها برای تجزیه از اتحاد تحت شماری از شرایط رویه ای بود. این حق در قانون اساسی ۱۹۷۴ جمهوری سوسیالیستی اتحادیه برمه (رسماً «اتحادیه میانمار») حذف شد. برمه همچنان اجازه «خودمختاری محلی تحت رهبری مرکزی» را می‌دهد.
در ۱۹۹۶, قانون‌های اساسی اتریش، اتیوپی، فرانسه، و سینت کیتس و نویس صریحاً یا تلویحاً حق تجزیه را ذکر کرده‌اند. سوئیس اجازه تجزیه از کانتون‌های فعلی و ایجاد کانتون‌های جدید را می‌دهد. در خصوص جدایی پیشنهادی کبک از کانادا، دیوان عالی کانادا در سال ۱۹۹۸ حکم کرد که تنها یک اکثریت آشکار این استان و نیز یک متمم قانون اساسی مصوب همه شرکت کنندگان در فدراسیون کانادا می‌تواند اجازه تجزیه بدهد.
پیش نویس ۲۰۰۳ عهدنامه تدوین قانون اساسی اتحادیه اروپا اجازه خروج اختیاری کشورهای عضو از اتحادیه را می‌داد، گرچه نمایندگان کشورهای عضو اتحادیه اروپا که می‌خواستند خارج شوند نمی‌توانستند در مباحثات خروج شورای اروپا یا شورای وزیران شرکت کنند. مباحثات بسیاری دربارهٔ چنان تعیین سرنوشتی از سوی اقلیت‌ها وجود داشت تا این که سند نهایی در سال ۲۰۰۵ از تصویب بازماند. گرچه در سال ۲۰۰۷ معاهده اتحادیه اروپا اصل ۵۰ معاهده اتحادیه اروپا، حق خروج از اتحادیه اروپا را دربرداشت که در برگزیت رخ داد.
در نتیجه همه‌پرسی موفق قانون اساسی در ۲۰۰۳, هر شهرداری در لیختن‌اشتاین حق دارد با رای اکثریت شهروندان ساکن در آن از این شاهزاده نشین تجزیه شود.
بومیان دامنه اشکال متفاوتی از حقوق بومی و حق تعیین سرنوشت دارند، اما تحت درک کنونی از حقوق بین‌الملل آنها صرفاً از یک حق «علاجگر» برای تجزیه در موارد استثنایی نقض حقوق شان برخورداند، چرا که استقلال و داشتن اقتدار حکومت یک ادعای ارضی و دیپلماتیک است و نه یک ادعا برای تعیین سرنوشت و خویش فرمانی، که عموماً حق تجزیه را به قانونگذاری داخلی کشورهای صاحب اقتدار وا می‌گذارد.

## جنبش‌های تجزیه طلبانه

### جمهوری آذربایجان
- بخشی خود مختار قره باغ یا آرتاساخ که جمهوری قره باغ کوهستانی شناخته می‌شود
- جمهوری خودگردان تالش-مغان یک جمهوری خودگردان با عمر کوتاه به ریاست جمهوری علی‌اکرم همت‌زاده بود که از ژوئن تا اوت ۱۹۹۳ (به مدت دو ماه) اداره تالش گشتاسبی در جنوب شرقی جمهوری آذربایجان را برعهده داشت.

### ایالات متحده آمریکا
ایالات متحده، با استقلال طلبی اتحاد کلونی‌های ۱۳ گانه از بریتانیا در ۱۷۷۶ و انتشار اعلامیه استقلال آمریکا ایجاد شده است.
مهم‌ترین حرکت تجزیه طلبی در تاریخ آمریکا ایالات مؤتلفه آمریکا بود که با جنگ داخلی آمریکا در دهه ۱۸۶۰ میلادی با گرفتن ۶۰۰۰۰۰ قربانی پایان پذیرفت. جمهوری تگزاس نیز کشوری بود که پس از حرکت تجزیه طلبی با موفقیت از مکزیک جدای گردید و چند سال بعد به آمریکا پیوست.
امروزه دادگاه عالی آمریکا در حکم «تگزاس علیه وایت» اتحاد ایالات آمریکا را مجموعه‌ای جداناپذیر دانسته، لیکن حق تجزیه طلبی را از طریق شورش یا انقلاب عمومی مردود نمی‌داند.
عمده‌ترین حرکات معاصر تجزیه طلبی در ایالات متحده آمریکا عبارتند از:
- جمهوری تگزاس (نوین)[۲۷]
- جمهوری کسکیدیا (متشکل از قسمت‌هایی از غرب آمریکا و کانادا)[۲۸]
- حرکت استقلال و خودمختاری هاوایی[۲۹]
- حزب استقلال طلبان آلاسکا[۳۰]
- جمهوری ورمونت دوم[۳۱]
- لیگ جنوب (متشکل از بقایای جبههٔ ایالات مؤتلفه آمریکا)[۳۲]

با اینحال تمام این حرکات فاقد کثرت تعدد هستند.

### اسپانیا

بخش‌هایی در اسپانیا که جنبش‌های جدائی خواهی دارند.

اسپانیا چندین جنبش جدائی خواهی دارد که معروف‌ترین آن‌ها جنبش استقلال کاتالونیا و باسک هستند.

### ایتالیا
- جنبش استقلال طلبی سیسیل که از سال ۱۹۴۰ در ایتالیا فعال است. و توسط احزابی همچون حرکت برای استقلال سیسیل، اتحاد سیسیل، حزب مردمی سیسیل ٬پشتیبانی می‌شود.
- جدای خواهان بخش پادانیا که توسط حزب لگا نورد پشتیبانی می‌شود.
- واله دائوستا
- لمباردی
- اینسوبریا
- ترنتینو
- تیرول جنوبی
- ونتو
- ایتالیای جنوبی
- ساردنی
- لیگوریا
- فریولی ونتزیا جولیا

### ایران
برنارد لوئیس در سخنرانی "Iran in History" (ایران در تاریخ) که در مرکز موشه دایان، دانشگاه تل آویو ایراد شده (۱۸ ژانویه ۱۹۹۹)، نقش ایران در تاریخ و تأثیر آن را بر تمدن جهان به اختصار مورد بحث قرار داده است و به موضوع تجزیه ایران اشاره کرده است.
لوئیس در این سخنرانی خاطرنشان می‌کند: «در دوهزار سال گذشته هیچ کشورگشا یا نیروی خارجی ای نتوانسته است بر زبان و فرهنگ ایرانی اثرات بنیادی بگذارد، که این یکی از نشانه‌های فرهنگ برتر است، و فرهنگ برتر همیشه بر فروتر چیرگی یافته است.»  وی در کنفرانس بیلدربرگ نتیجه می‌گیرد که تنها راه رویارویی با چنین فرهنگی نابود ساختن آن است و پیشنهاد می‌کند که ایران را به قطعات قومی گوناگون بشکنند و میان کشورهای نوپا تقسیم کنند (پروژه‌های کردستان بزرگ، پشتونستان بزرگ و آذربایجان بزرگ).
از دوره قاجار به این سو می‌توان به حرکت‌های تجزیه طلبی زیر در ایران اشاره کرد:
- استقلال طلبان کردستان: از دوره پهلوی تا کنون که ناآرامی‌هایی در مهاباد منجر به حضور نیروهای نظامی در ناحیه گردید، منطقه کردستان کمابیش شاهد حرکت‌های استقلال طلبانه‌ای[۳۴][۳۵][۳۶] همچون حزب دموکرات کردستان ایران است که تا به امروز ادامه دارد.[۳۷]
- «جمهوری دمکراتیک الاحواز» در نواحی غربی خوزستان، ادعای تجزیه طلبی دارد که به حرکت‌های تجزیه طلبانه دوران شیخ خزعل بازمی‌گردد.[۳۸][۳۹]
- حرکات استقلال طلبی در ناحیهٔ سیستان و بلوچستان.[۴۰]
- حرکات تجزیه طلبانه در ناحیه شمال ایران تحت عنوان جمهوری تپورستان (استان‌های گیلان، مازندران و گلستان)
- منطقه آذربایجان که با حمایت برخی کشورها همانند ترکیه و شوروی[۴۱] شاهد بروز حرکت‌هایی تجزیه طلبانه (همانند جاماح، گاموح و دولت پیشه‌وری بوده است.[۴۲][۴۳] حتی برخی شیخ محمد خیابانی را تجزیه طلبی دانسته‌اند که حتی نام آذربایجان را به «آزادی‌ستان» تغییر داد و قصد داشت رشته اطاعت از مرکز را بگسلد.[۴۴]
- دانا روراباکر نماینده مجلس آمریکا طی یک نامه رسمی در تاریخ ۲۶ ژولای ۲۰۱۲ از دولت آمریکا درخواست کرد که نسبت به تجزیه کشور ایران، و الحاق استان‌های آذربایجان غربی و آذربایجان شرقی به کشور جمهوری آذربایجان، اقدام کند.[۴۵]

### بریتانیا
در بریتانیا، استقلال ایرلند شمالی و اسکاتلند هدف جدایی طلبان این مناطق می‌باشد.
اسکاتلند کشوری مستقل بود که از سال ۱۶۰۳ پادشاهی مشترک با انگلستان داشت. در سال ۱۷۰۷ دو کشور پادشاهی متحد شدند تا «پادشاهی متحده بریتانیای کبیر» را ایجاد کنند. حرکت‌های استقلال طلبانه از سال‌های ۱۸۵۳ در اسکاتلند شروع شده بود. در سال ۱۹۶۷، حزب ملی اسکاتلند به اکثریت پارلمانی دست یافت. در دهه هفتاد میلادی، با کشف نفت در سواحل شرقی اسکاتلند، بحث‌های تجزیه طلبی در اسکاتلند شدت گرفت. در اول مارس ۱۹۷۹، رفراندمی برگزار شد که در آن تشکیل پارلمانی برای اسکاتلند به رأی گذاشته شد. با وجود این که ۵۱٫۶٪ رأی دهندگان موافق تشکیل پارلمان مستقل بودند، چون شرط تعداد نفرات شرکت‌کننده در انتخابات برآورده نشده بود، نتایج انتخابات به رسمیت شناخته نشد. پس از حدود ۲۰ سال، در سال ۱۹۹۸، پارلمان بریتانیا، «قانون ۱۹۹۸ اسکاتلند» را تصویب کرد که اجازه تشکیل پارلمان مستقل اسکاتلند را می‌داد. در سپتامبر ۲۰۱۴ در اسکاتلند انتخاباتی برگزار شد که تمایل اکثریت باقی ماندن اسکاتلند در بریتانیا بود.

### بلژیک
در بلژیک بحث بر سر جدایی فلاندری زبانان ناحیه فلاندر و بروکسل از فرانسوی زبانان ناحیه والونی و بروکسل و استقلال آن‌ها یا الحاقشان به هلند و فرانسه وجود دارد.

### ترکیه
حکومت ترکیه و احزاب ملی‌گرای این کشور حزب کارگران کردستان و برخی دیگر از احزاب متعلق به کُردها همچون حزب آشتی و دموکراسی را متهم می‌کند که خواهان جدایی کردستان ترکیه از ترکیه و ایجاد کشوری مستقل هستند، که با کردستان ایران، کردستان عراق و کردستان سوریه یکپارچه شده و کشور کردستان را به وجود بیاورد. این در حالی است که «حزب کارگران کردستان» به صورت رسمی اعلام کرده که به دنبال تجزیهٔ ترکیه و تأسیس دولتی جداگانه در بخش‌های کردنشین نیست، بلکه با هدف تأسیس نظام کنفدرالیسم دموکراتیک در سرتاسر ترکیه مبارزه می‌کند که ذیل آن امکان خودگردانی مناطق کردنشین نیز به عنوان بخشی از ترکیهٔ یکپارچه به وجود بیاید.

### سومالی
سومالی‌لند یک بخش خودمختار از جمهوری سومالی است.

### سودان
- جمهوری سودان جنوبی در جریان همه‌پرسی در سال ۲۰۱۱ از سودان جدا شد. درگیری میان شمال و جنوب از سال ۱۹۵۵ میلادی تا سال ۲۰۰۵ میلادی، منجر به دو جنگ داخلی و جان‌باختن دست‌کم ۲ میلیون نفر شد.

### کانادا
- جنبش جدای خواه کبک (به فرانسوی:Mouvement souverainiste du Québec) خواهان جدای بخش فرانسوی زبان کبک کانادا است.
- حزب جدای خواه آلبرتا کانادا خوهان جدایی ایالت آلبرتا از این کشور است. این حزب در انتخابات سال ۲۰۰۴ ایالت آلبرتا نام‌نویسی کرد.

### مولداوی
- بخش جدا شده ترنسنیستریا
- گاگائوزیا

### چین
- حکومت جمهوری چین که از سال ۱۹۱۱ تا ۱۹۴۹ سرزمین اصلی چین را اداره می‌کرد از زمانی که حزب خلق چین سرزمین اصلی را اداره می‌کند، گرداندن تایوان و چند جزیره دیگر را برعهده دارد.
- در داخل سرزمین چین نیز سه بخش تبت و مغولستان داخلی و سین کیانگ نیز با نام جنبش استقلال تبت و جنبش اسلامی استقلال ترکستان شرقی خواهان جدایی از چین هستند.

### هلند
- فریسیا که توسط حزب ملت فریسی برای اتحاد مردم فریسی از راه دموکراتیک تلاش می‌کند.[۵۵]

### هند
پاکستان از هند جدا گشته است و از سال ۱۹۸۹ نیز یک جنبش خشونت‌آمیز جدایی خواه در کشمیر با یاری شبه نظامیان پاکستانی ادامه داشته است. دیگر جنبش‌های جدای خواه نیز در ناگالند، مانیپور، آسام، پنجاب، میزورام و تریپورا نیز به‌طور رسمی فعال هستند. در حالی که جنبش غیر خشونت‌آمیز در سال ۱۹۶۰ در تامیل نادو وجود داشت.

### قبرس
بخش جدا شده قبرس شمالی که توسط ترکیه اشغال شده است.

### سریلانکا
گروه جدای خواه ببرهای تامیل خواهان جدایی بخش تامیل از سریلانکا هستند.

### یوگسلاوی
در ۲۵ ژوئن ۱۹۹۱ کرواسی و اسلونی از جمهوری فدرال خلق یوگسلاوی جدا شدند. پس از آن مقدونیه و بوسنی و هرزگوین نیز اعلام استقلال کردند. در پی آن فدراسیون یوگسلاوی سرنگون شد و مونته‌نگرو و صربستان در آن باقی ماندند. چندین جنگ میان یوگسلاوی و گروه‌های قومی جدایی‌خواه کروات و بوسنی و هرزگویینی و اسلونیایی و پس از آن‌ها کزوویی درگرفت. در سال ۲۰۰۶ مونته‌نگرو نیز به صورت مسالمت آمیز جدا شد.
کوزوو استقلال خود را عملاً در تاریخ ۱۷ فوریه ۲۰۰۸ اعلام کرد، و توسط چندین کشور به رسمیت شناخته شد. ولی همچنان زیر اداره سازمان ملل باقی ماند.
همچنین تمایل شدید در جمهوری صرب بوسنی برای جدایی از بوسنی و هرزگویین وجود دارد.